# John Campbell, 7.º Duque de Argyll
John Douglas Edward Henry Campbell, 7.º Duque de Argyll FRS (Londres, 21 de dezembro de 1777 — Castelo Inveraray, 25 de abril de 1847),conhecido por Lorde John Campbell até 1839, foi um nobre escocês e político Whig.

## Juventude
Campbell foi o terceiro filho de John Campbell, 5.º Duque de Argylle, de Elizabeth Campbell, 1ª Baronesa Hamilton de Hameldon.Campbell foi batizado em 18 de janeiro de 1778 em St James's, Cidade de Westminster.Foi educado em particular e, em seguida, foi para Christ Church (Oxford). Em 1803, viajou para Paris, onde conheceu Talleyrand, e Napoleão. Campbell retornou à Inglaterra no ano seguinte.Sucedeu seu irmão mais velho George Campbell, 6º Duque de Argyll em seus títulos, em 1839.

## Carreira
Campbell foi comissionado ao Exército Britânico em 1797 como alferes da 3ª Guarda de Infantaria, comandada por seu pai.Foi promovido a capitão em 1799.Durante as Guerras revolucionárias francesas, Campbell serviu nos Países Baixos sob as ordens de Sir Ralph Abercromby. Campbell foi para a reserva em 1801, forçado por problemas de saúde e passados dois anos foi nomeado tenente-coronel e comandante dos Voluntários de Argyll.Após a reestruturação das milícias do país em 1809, tornou-se coronel da milícia de Argyll and Bute.
Ingressou na Câmara dos Comuns da Grã-Bretanha em 1799, tendo sido eleito por Argyllshire em substituição ao seu tio Lorde Frederick Campbell.Após o Ato de União de 1800, continuou a representar o distrito eleitoral também no novo Parlamento do Reino Unido até 1822.Foi eleito membro da Royal Society em 1819. Campbell foi nomeado Guardião do Grão-selo da Escócia, em 1841, cargo que ocupou durante os cinco anos seguintes.

## Família
Campbell se casou pela primeira vez com Elizabeth Campbell, filha mais velha de William Campbell, contra a vontade de seu pai em 3 de agosto de 1802. Eles se divorciaram seis anos depois e Campbell se casou Joan Glassel, filha única de John Glassel em 17 de abril de 1820.Com sua segunda esposa teve duas filhas e dois filhos.Depois da morte de Joan em 1828, Campbell se casou pela terceira vez com Anne Colquhoun Cuninghame, filha mais velha de John Cuninghame em 8 de janeiro de 1831; ela era viúva de George Cunningham Monteath.
Campbell morreu aos 69 anos de idade, no Castelo Inveraray, Argyllshire. Uma vez que seu primogênito, John Henry Campbell, havia falecido em 27 de maio de 1837, foi sucedido no ducado e no seus outros títulos pelo seu segundo filho, George Douglas Campbell. Anne Colquhoun Cuninghame morreu em 25 de fevereiro de 1874.